# Schlannau
Das Dorf Schlannau im Wendland gehört zur Gemeinde Clenze im Landkreis Lüchow-Dannenberg in Niedersachsen.

## Lage
Schlannau liegt etwa sechs Kilometer nordwestlich des Fleckens Clenze. Etwa 30 Kilometer westlich von Schlannau befindet sich die Stadt Uelzen. Im Südosten liegt Sachsen-Anhalt mit dem Altmarkkreis Salzwedel.

## Geschichte
Im Jahr 1848 hatte der damals zur Vogtei Clenze gehörende Ort fünf Wohnstätten mit 34 Einwohnern. Für 1925 werden 39 Einwohner angegeben, für 1933 und 1939 sind es 26.
Am 1. Juli 1972 wurde Schlannau in die Gemeinde Clenze eingegliedert.

## Kultur und Sehenswürdigkeiten
Durch Schlannau führen einige Wanderwege und eine Skilanglaufloipe. Die Wanderwege führen unter anderem zum Findlingspark bei Reddereitz.

## Bauwerke
Das Dorf ist von der Fachwerkbaukunst geprägt. Im Ortskern befinden sich vier alte Fachwerkhäuser, welche mit Danksagungen an Gott in altdeutscher Schrift beschrieben sind. Ein Weg durch den Wald verbindet den Ortskern mit der kleinen Siedlung Majack. Majack wurde Anfang der 1970er Jahre als Ferienhaussiedlung angelegt. Durch Satzungsänderung der Gemeinde Clenze von 2007 ist es nun ein Sondernutzungsgebiet „Erholen und Wohnen“, wodurch das „Dauerwohnen“ zahlreicher Hausbesitzer dort legalisiert wurde. Im Ortsteil Majack stehen 14 kleinere Häuser (ehem. Ferienhäuser), von denen acht Häuser dauerhaft bewohnt sind.